# Honeycrisp
Honeycrisp est le nom d'un cultivar de pommier domestique (Malus pumila Honeycrisp).

## Description

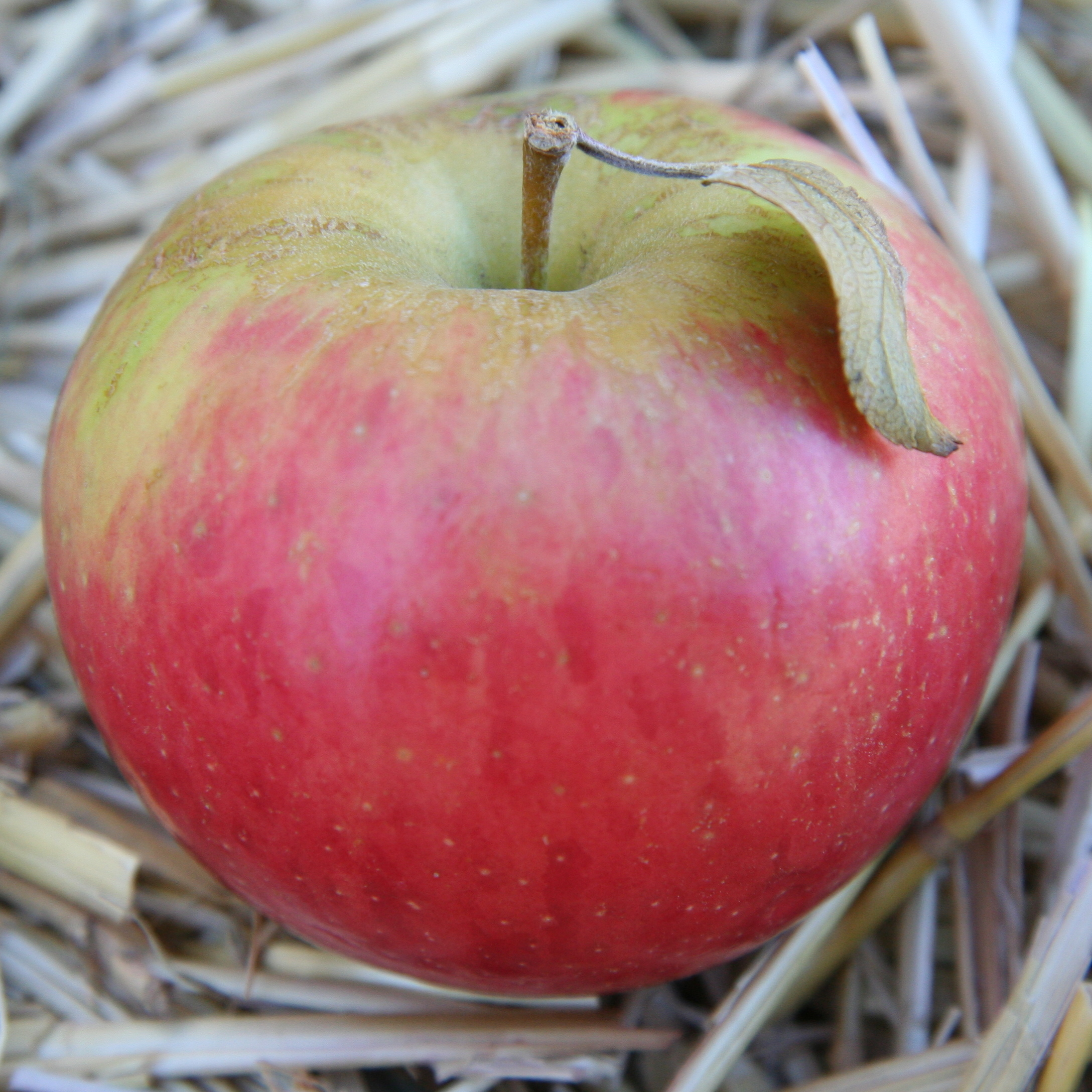
Honeycrisp, la nouvelle « Star » des variétés de pomme

Le cultivar Honeycrisp, littéralement « miel croquant » commercialisé sous le nom HoneyCrunch (« miel croustillant ») en France, a été développé par le centre de recherche horticulturale de l'Université du Minnesota, à Minneapolis-Saint Paul.
 
Introduite sur le marché en 1991, la Honeycrisp est rapidement devenue un gros succès commercial en raison de ses excellentes qualités organoleptiques. Malgré les trois millions d'arbres en culture en 2006 aux États-Unis et au Canada, le problème principal reste de réussir à répondre à la forte demande des consommateurs. La variété est désormais aussi cultivée en Australie, Nouvelle-Zélande, Afrique du Sud, Allemagne et dans la vallée de la Loire en France mais l'offre n'étant pas suffisante, le prix de cette pomme reste assez élevé.
Le cultivar était breveté jusqu'en 2008.

## Qualités gustatives

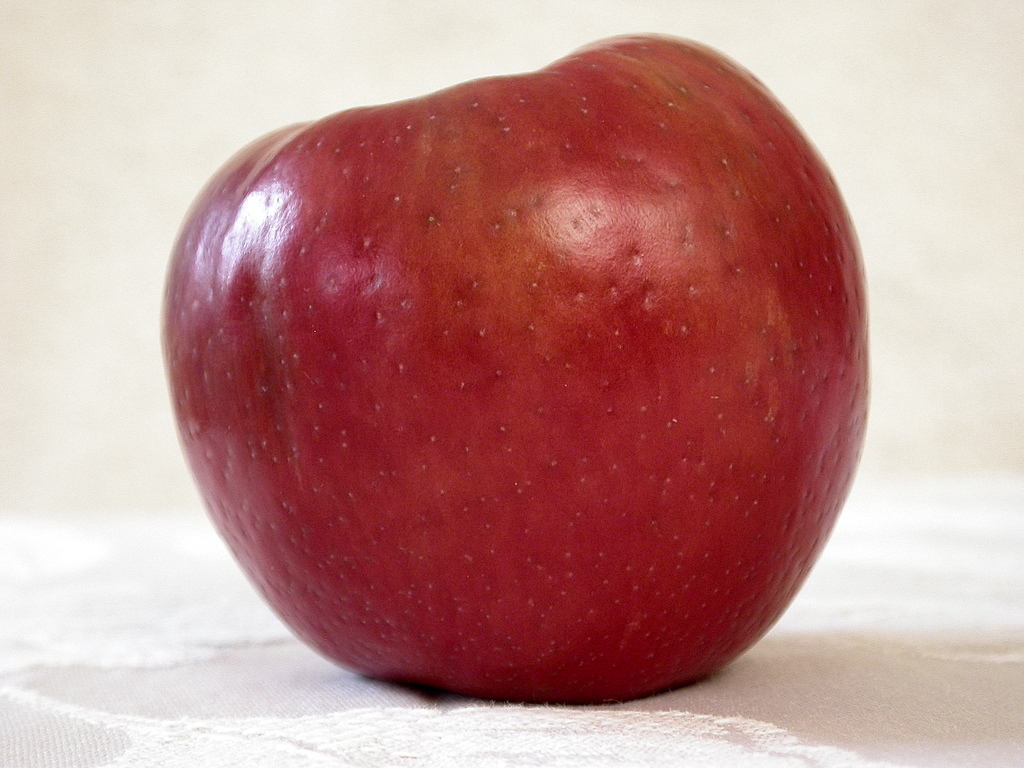
La Honeycrisp peut être entièrement rouge mais est généralement bicolore

Avec son bon goût de miel, la variété est particulièrement sucrée, croquante et juteuse, ce qui en fait une pomme à couteau idéale. Peu sensible à l'oxydation (brunissement), la Honeycrisp se conserve également très bien si on la stocke en milieu frais et sec.

## Origines du cultivar
La filiation initiale a été réalisée par David Bedford et Jim Luby de l'université du Minnesota en 1960.
Les premières publications de l'université du Minnesota indiquaient que la Honeycrisp était un hybride des cultivars Macoun et Honeygold en 1960. Toutefois, l'étude génétique conduite par un groupe de recherches indique qu'aucun de ces cultivars n'est parent de la Honeycrisp. En revanche, on a pu déterminer que Keepsake, un autre cultivar développé également par l'université du Minnesota, serait un des parents. L'autre reste non identifié.
Semée pour la première fois en 1962 puis sélectionnée en 1974 sous le nom de culture "Minnesota 1711", la pomme a été distribuée commercialement pour la première fois en 1991. La commercialisation en Europe est faite sous le nom de HoneyCrunch. 
En 2006, l'État du Minnesota a fait de la pomme Honeycrisp le « fruit de l'État ».

## L'arbre

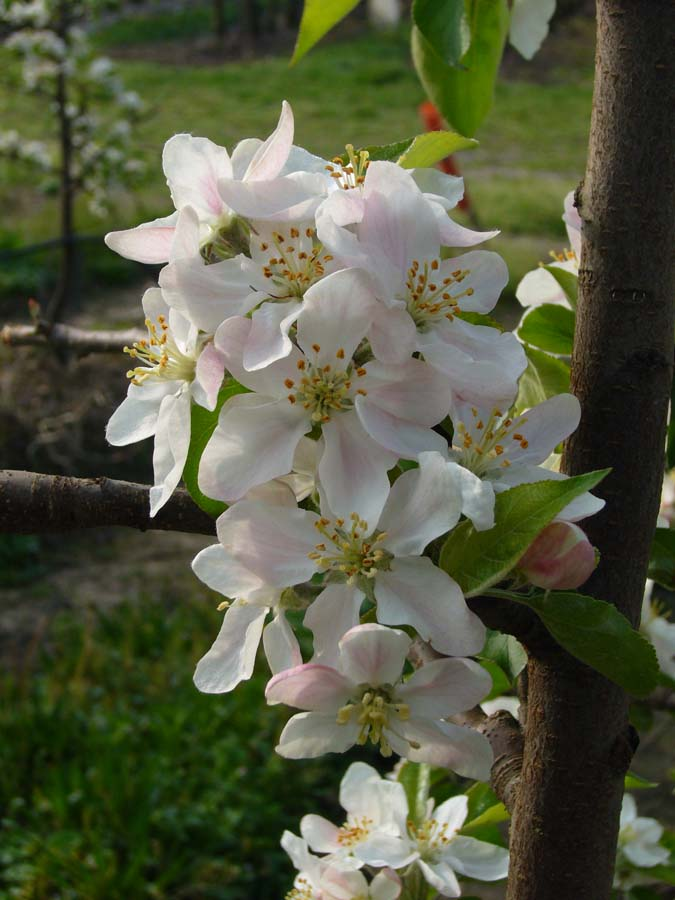
Floraison en vergers de la HoneyCrunch

Le Malus domestica 'Honeycrisp' est un arbre très rustique, certains ont survécu à des températures de -50 °C. Il présente une bonne ramification et sa fructification est de type 'Golden'. La mise à fruit est rapide et sa productivité en climat tempéré océanique est forte.
Les vergers Honeycrisp présentent une susceptibilité à l'alternance.
Pollinisation:

Groupe de floraison: C.

La floraison précède légèrement celle de la variété de référence 'Gala'.

Il est pollinisé par tout pollen diploïde en même temps que les cultivars 'Cortland', 'Empire', 'Redfree' et 'Fuji'.
La cueillette s'effectue en plusieurs passages et intervient en milieu de cueillette de 'Gala'. Il donne des fruits tous les ans si on éclaircit la production en éliminant tous les petits fruits et en équilibrant la charge sur l'arbre.

## Le fruit

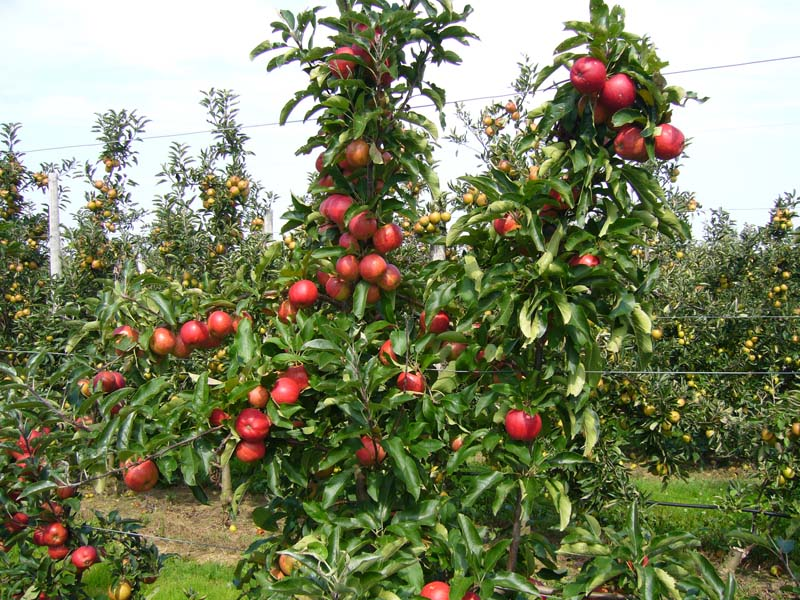
Vergers HoneyCrunch en Val de Loire

La 'Honeycrisp' (commercialisée sous le nom 'Honeycrunch') est une pomme bicolore de couleur rouge sur fond vert, jaunissant à maturité. La Honeycrisp a besoin de froid pour prendre sa pleine coloration rouge. À maturité, sa fine peau est recouverte de lenticelles. Le calibre est gros, la majorité des fruits se situant dans la fourchette 75 à 90 mm de diamètre.

La récolte se pratique du 15 septembre au 15 octobre dans son Minnesota natal. En France, la récolte commence fin août. Honeycrisp fait preuve d'excellentes qualités de conservation et se consomme idéalement d'octobre à mars.

## Susceptibilités aux maladies
- Tavelure: faible[2]
- Mildiou: moyenne
- Rouille: moyenne
- Feu bactérien: moyenne

## Bassins de production en Europe
La première introduction en France date de 1994 dans la région d’Angers. La production Européenne est majoritairement concentrée sur le terroir du Val de Loire. Les autres lieux de production français sont situés dans la région du Sud-ouest, en Provence et en Picardie. Des vergers HoneyCrunch sont également présents en Allemagne près de Hambourg.
La production Européenne de HoneyCrunch représente 10 000 tonnes en 2007.